# Halenia killipii
Halenia killipii är en gentianaväxtart som beskrevs av Allen. Halenia killipii ingår i släktet Halenia och familjen gentianaväxter. Inga underarter finns listade i Catalogue of Life.